# Salina Sidakowa
Salina Sidakowa (belarussisch Залина Сидакова; * 23. März 1992) ist eine belarussische Ringerin. Sie wurde 2012 Vize-Weltmeisterin in der Gewichtsklasse bis 59 kg Körpergewicht.

## Werdegang
Salina Sidakowa begann als Jugendliche im Jahre 2002 mit dem Ringen. Sie gehört einem Sportclub in Mogilew an und wurde bzw. wird von Ewgeni Lukomskij und Artur Saizew trainiert. Sie ist Studentin. Bei einer Größe von 1,66 Metern ringt sie in den Gewichtsklassen bis 55 bzw. bis 59 kg Körpergewicht.
Im Jahre 2009 nahm sie erstmals an einer internationalen Meisterschaft teil und belegte dabei bei der Junioren-Europameisterschaft in Tiflis in der Gewichtsklasse bis 51 kg den 5. Platz. Noch im gleichen Jahr wurde sie dann in Zrenjanin Junioren-Europameisterin in der Altersgruppe Kadetten vor Anastasija Burjatinska aus der Ukraine und Nadine Weingauge aus Deutschland.
Im Jahre 2010 war sie nicht so erfolgreich. Sie kam bei der Junioren-Europameisterschaft in Samokow in der Gewichtsklasse bis 55 kg nur auf den 10. Platz und belegte bei der Junioren-Weltmeisterschaft in Budapest den 8. Platz. Sie wurde in diesem Jahr auch noch bei der Europameisterschaft in Moskau eingesetzt, verlor dort aber ihren ersten Kampf gegen Tatjana Padilla aus den Vereinigten Staaten und kam nur auf den 15. Platz.
Bei der Europameisterschaft 2011 in Dortmund kam sie in der Gewichtsklasse bis 59 kg nach einem Sieg über Fabienne Wittenwiler, Schweiz und einer Niederlage gegen Anastasija Grigorjeva aus Lettland auf den 9. Platz. Sie gewann aber bei der Junioren-Europameisterschaft dieses Jahres in Zrenjanin mit einem 3. Platz hinter Maria Prevolaraki aus Griechenland und Tatjana Debien, Frankreich ihre zweite Medaille bei einer internationalen Meisterschaft. Dagegen musste sie im selben Jahr bei der Weltmeisterschaft der Damen in Istanbul gehöriges Lehrgeld bezahlen, denn sie verlor gegen Tetjana Lasarewa aus der Ukraine hoch nach Punkten (0:2 Runden, 0:11 Punkte). Dieser Umstand brachte ihr nur den 40. und letzten Platz in der Gewichtsklasse bis 59 kg ein.
2012 verpasste Salina Sidakowa dann beim Olympia-Qualifikations-Turnier im chinesischen Taiyuan mit einem 3. Platz in der Gewichtsklasse bis 55 kg hinter Han Kum Ok, Nordkorea und Sündewiin Bjambatseren aus der Mongolei hauchdünn einen Start bei den Olympischen Spielen in London. Im Juni 2012 gewann sie bei der Junioren-Europameisterschaft in Zagreb hinter Petra Olli aus Finnland und Karoline Krawczyk aus Polen eine Bronzemedaille. Schließlich gelang ihr dann bei der zusätzlich zu den Olympischen Spielen ausgetragenen Frauen-Weltmeisterschaft 2012 im kanadischen Sherwood Park mit einem 2. Platz ihre erste Medaille bei einer internationalen Meisterschaft bei den Damen. Sie benötigte dazu nur Siege über Sheoran Shilpi aus Indien und Tungalagiin Mönchtujaa aus der Mongolei, um im Endkampf gegen Zhang Lan aus China, die diesen Kampf gewann, zu stehen.

## Internationale Erfolge
| Jahr | Platz | Wettbewerb                                  | Gewichtsklasse | Ergebnisse |
| 2009 | 5.    | Junioren-EM in Tiflis                       | bis 51 kg      | Siegerin: Walerija Tschepsarakowa, Russland vor Angela Dorogan, Moldawien                                                       |
| 2009 | 3.    | Nordische-Jugend-Spiele in Koszalin         | bis 52 kg      | hinter Frederika Pettersson, Schweden und Katrin Henke, Deutschland                                                             |
| 2009 | 1.    | Junioren-EM (Cadets) in Zrenjanin           | bis 52 kg      | vor Anastasija Burjatinska, Ukraine und Nadine Weinauge, Deutschland                                                            |
| 2009 | 5.    | Junioren-WM in Ankara                       | bis 51 kg      | hinter Walerija Tschepsarakowa, Sulfija Jachjarowa, Kasachstan, Heia Trabulsi, Tunesien und Dawaasüchiin Otgontsetseg, Mongolei |
| 2010 | 7.    | Großer Preis von Deutschland in Dormagen    | bis 55 kg      | Siegerin: Ana Maria Pavăl, Rumänien vor Katsiarina Hanchar-Januschkewitsch, Belarus                                             |
| 2010 | 10.   | Junioren-EM in Samokow                      | bis 55 kg      | Siegerin: Julija Blahynja, Ukraine vor Hafize Sahin, Türkei und Anastasija Grigorjeva, Lettland                                 |
| 2010 | 8.    | Junioren-WM in Budapest                     | bis 55 kg      | nach einem Sieg über Nilufar Gadajewa, Usbekistan und Niederlagen gegen Julija Blahynja und Irina Ologonowa, Russland           |
| 2010 | 15.   | WM in Moskau                                | bis 55 kg      | nach einer Niederlage gegen Tatjana Padilla, USA                                                                                |
| 2011 | 2.    | "Alexander-Medwed"-Prize in Minsk           | bis 59 kg      | hinter Irina Husjak, Ukraine, vor Ludmila Cristea, Moldawien und Margarita Fatkulina, Russland                                  |
| 2011 | 9.    | EM in Dortmund                              | bis 59 kg      | nach einem Sieg über Fabienne Wittenwiler, Schweiz und einer Niederlage gegen Anastasija Grigorjeva                             |
| 2011 | 3.    | Junioren-EM in Zrenjanin                    | bis 55 kg      | hinter Maria Prevolaraki, Griechenland und Tatjana Debien, Frankreich, gemeinsam mit Eileen Friedrich, Deutschland              |
| 2011 | 3.    | Intern. Turnier in Kiew                     | bis 55 kg      | hinter Tetjana Lasarewa und Natalja Sinischin, beide Ukraine                                                                    |
| 2011 | 13.   | Poland-Open in Tarnowo Podgorne             | bis 55 kg      | Siegerin: Maria Gurowa, Russland vor Agata Pietrzyk, Polen                                                                      |
| 2011 | 40.   | WM in Istanbul                              | bis 59 kg      | nach einer Niederlage gegen Tatjana Lasarewa                                                                                    |
| 2012 | 10.   | Dan Kolow & Nikola Petrow-Memorial in Sofia | bis 55 kg      | hinter Sofia Mattsson, Schweden und Ana Maria Pavăl                                                                             |
| 2012 | 3.    | Olympia-Qualif.-Turnier in Taiyuan/China    | bis 55 kg      | hinter Han Kum Ok, Nordkorea und Sündewiin Bjambatseren, Mongolei, gemeinsam mit Zhang Lan, China                               |
| 2012 | 5.    | Großer Preis von Deutschland in Dormagen    | bis 55 kg      | hinter Nadeschda Schuschko, Belarus, Tatjana Debien, Nicole Hauptmann, Deutschland und Karolina Krawczyk, Polen                 |
| 2012 | 3.    | Junioren-EM in Zagreb                       | bis 55 kg      | hinter Petra Olli, Finnland und Karolina Krawczyk                                                                               |
| 2012 | 2.    | WM in Sherwood Park                         | bis 59 kg      | nach Siegen über Sheoran Shilpi, Indien und Tungalagiin Mönchtujaa, Mongolei                                                    |

## Erläuterungen
- alle Wettkämpfe im freien Stil
- WM = Weltmeisterschaft, EM = Europameisterschaft